# Didimio

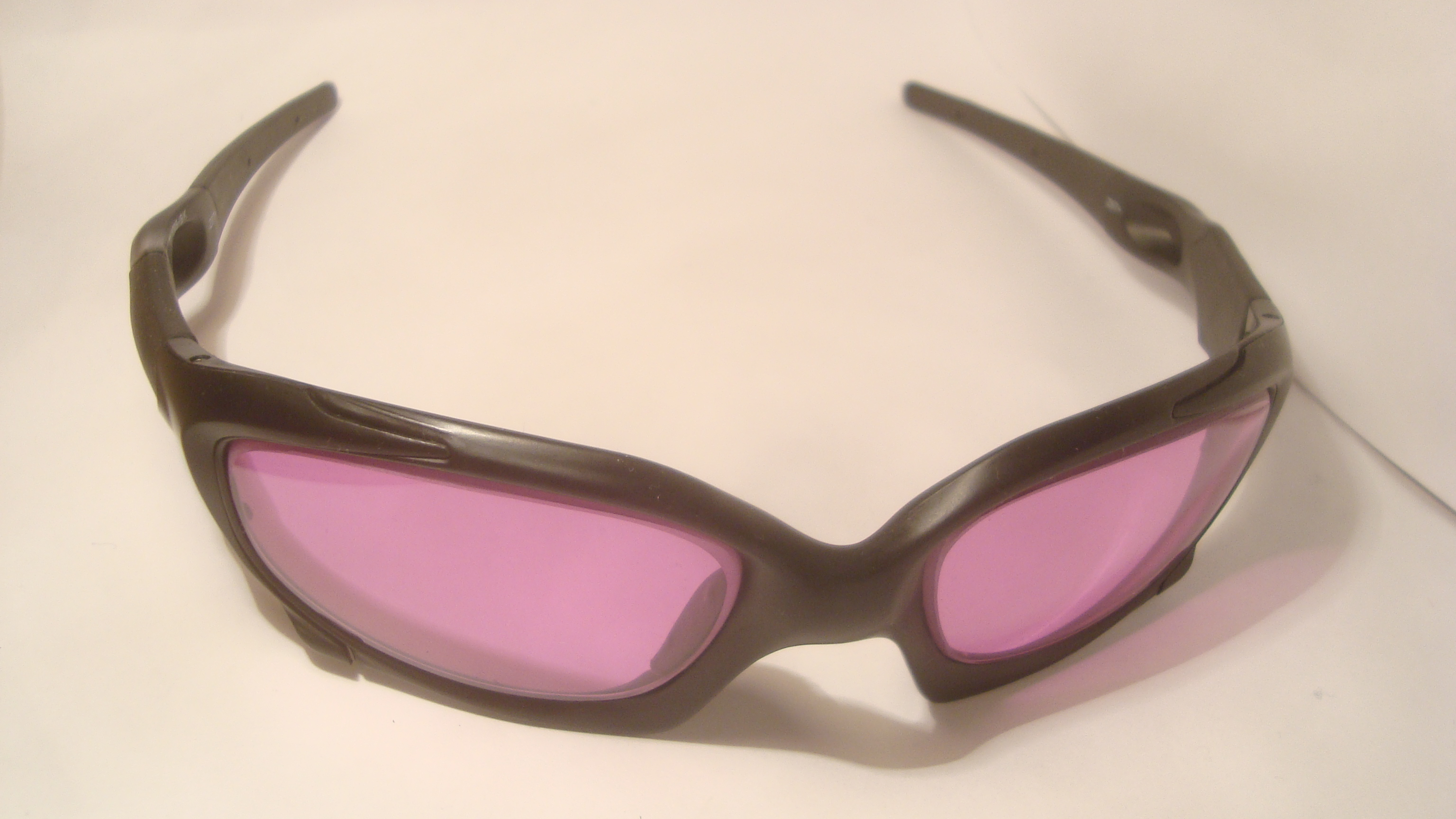
Anteojos de didimio

Didimio es una denominación de una aleación de tierras raras consistente en una mezcla de neodimio y praseodimio, principalmente, y algo de lantano. A su asociación con este elemento se debe su nombre, del griego δίδυμος, que significa gemelo.
Al principio se consideró un elemento químico único, y hasta se le asignó un símbolo propio: Di. Lo descubrió el químico sueco Carl Gustaf Mosander, en 1841. El químico austriaco Carl Auer von Welsbach lo aisló del cerio, en 1885.
Se usa en coloración de vidrio para filtros ópticos y en espectrometría. 

## Descubrimiento

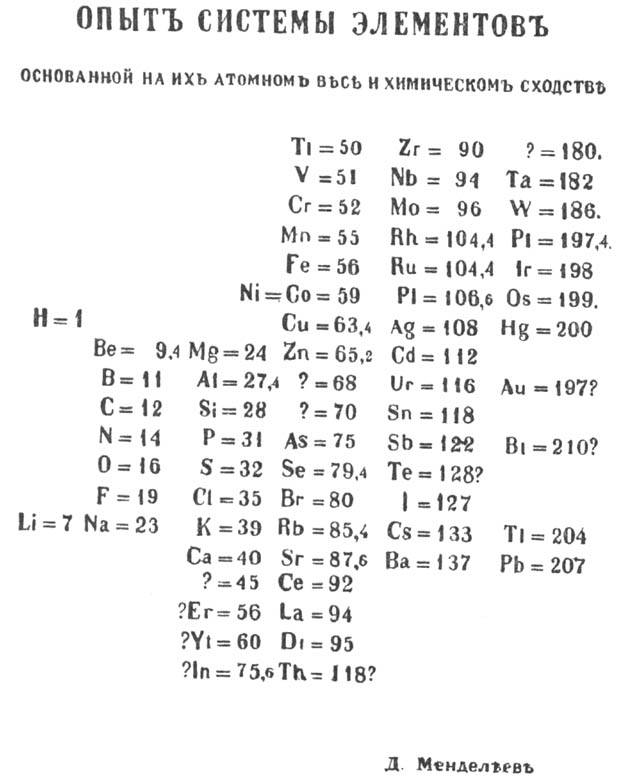
El didimio ("Di=95") en la primera edición de la Tabla periódica de Mendeléyev.

El didimio fue descubierto por Carl Mosander en 1841, quien erróneamente creyó que el didimio era un elemento químico. Su nombre deriva del concepto griego δίδυμο (gemelo) porque es muy similar al lantano y al cerio, con el que se halló originalmente.
En 1874, Per Teodor Cleve dedujo que el didimio estaba formado por al menos dos elementos. En 1879, Lecoq de Boisbaudran logró aislar el samario del didimio contenido en la samarskita de Carolina del Norte. Luego, en 1885, Carl Auer von Welsbach logró separar las sales de los dos últimos elementos componentes, praseodimio y neodimio. El método utilizado fue una cristalización fraccionada de los nitratos de amonio dobles a partir de una solución de ácido nítrico.
Welsbach había decidido nombrar sus dos nuevos elementos "praseodidimio" ("didimio verde") y "neodidimio" ("didimio nuevo"), pero pronto se eliminó una sílaba de cada nombre. A pesar de estar abreviado en los nombres de los nuevos elementos, el nombre no truncado "didimio" persistió, en parte debido a su uso como ingrediente en las gafas protectoras de los sopladores de vidrio y en la coloración de vidrio. El nombre "didimio" también fue retenido en textos mineralógicos.

## Uso industrial
Durante la Primera Guerra Mundial, se utilizaron espejos de didimio para transmitir código Morse a través de los campos de batalla. En 1929 se patentaron las gafas de didimio.
El nombre didimio continúa usándose en la industria matalúrgica de tierras raras. En los Estados Unidos, las sales comerciales de didimio eran el remanente que quedaba después de que el cerio se había eliminado de los productos naturales obtenidos de la monacita, y por lo tanto contenía lantano, tal como el didimio de Mosander. Una composición típica podría haber sido una aleación de 46% de lantano, 34% de neodimio y 11% de praseodimio, siendo el resto principalmente samario y gadolinio, para el material extraído de la "monacita de roca" de la mina sudafricana de Steenkampskraal.
Actualmente, el didimio también se usa en materiales de calibración para espectroscopía.